# Henriette Hendel-Schütz
Henriette Hendel-Schütz, właśc. Johanne Rosine Henriette Hendel-Schütz (ur. 13 lutego 1772 w Döbeln (Saksonia), zm. 4 marca 1849 w Koszalinie) – niemiecka aktorka teatralna, mistrzyni pantomimy.
Urodziła się w rodzinie aktorskiej podczas podróży trupy teatralnej z Gothy do Wrocławia. Od dzieciństwa występowała razem z ojcem na scenie. Wcześnie zaczęła uczyć się śpiewu i tańca u Georga Antona Bendy i Antona Schweitzera w Gocie. Pierwszą poważną rolę zagrała w wieku dziewięciu lat, tańczyła w balecie w Teatrze Narodowym w Berlinie. W tym czasie uczęszczała do szkoły francuskiego i uczyła się pantomimy zgodnie z podręcznikiem Johanna Jacoba Engela. Jej pobyt w Berlinie zakończył się w 1785, kiedy to wyjechała na zaproszenie margrabiego Heinricha Friedricha do Schwedt, gdzie grała w tamtejszym teatrze. Poza grą aktorską była również subretką.
Mając 16 lat poślubiła muzyka Johanna Eunicke i przeprowadziła się wraz z mężem do Frankfurtu nad Menem. Tam poznała malarza Johanna Georga Pforra, w którego atelier zetknęła się z Friedrichem Rehbergsem tworzącym „żywe obrazy”, w których brała udział Emma Hamilton. Będąc pod ich ogromnym wrażeniem postanowiła stworzyć podobny program artystyczny dla siebie.
Od 1796 ponownie występowała na scenie Teatru Narodowego w Berlinie, gdzie grała w dramatach pióra Augusta Ifflanda. W 1797 rozstała się z mężem, który opuścił Berlin. Stała się sławna dzięki charakterystycznym rolom sentymentalnym i tragicznym. Wkrótce ponownie wyszła za mąż za lekarza Meyera, ale związek ten trwał krótko. Trzecim mężem Henriette był lekarz wojskowy Hendel, który umarł wkrótce po ślubie.
Po dziesięciu latach Hendel-Schütz opuściła Teatr Narodowy i zatrudniła się w Stadttheater w Berlinie. Tam zetknęła się z archeologiem Karlem Augustem Böttigerem, specjalistą od historii starożytnej. Nawiązała z nim współpracę, razem tworzyli kostiumy i scenografię, a także tematykę przedstawień. Od 1810 Henriette zaczęła grać w przedstawieniach z elementami pantomimy, których akcja działa się w starożytności. Realizacja pomysłu okazała się ogromnym sukcesem, znalazła uznanie u tak znanych postaci jak Johann Wolfgang von Goethe i Friedrich Schiller.
W 1811 po raz czwarty wyszła za mąż, wybrankiem był Friedrich Karl Julius Schütz, którego poznała w 1810. Razem udali się na tournée po Europie, odwiedzili m.in. Holandię, Danię, Szwecję i Rosję. Henriette w międzyczasie nadal była aktorką teatralną, która odnosiła sukcesy grając w sztukach Ifflanda i Schillera.
W 1815 poznała malarza Gerharda von Kugelgena, który w swej willi w Dreźnie organizował spotkania sympatyków i prekursorów wczesnego romantyzmu. Tam podczas spotkań powstało wiele pomysłów, które Henriette postanowiła realizować.
W 1824 aktorka opuściła męża i zamieszkała z jednym z synów w Koszalinie. Ostatni raz wystąpiła w 1836 w Stargardzie, grała tam w sztuce Augusta von Kotzebue. Osiągnęła w życiu wiele sukcesów, była znana i oklaskiwana, ale zmarła zapomniana 4 marca 1849 w Koszalinie. Została pochowana na nieistniejącym obecnie Starym Cmentarzu w Koszalinie.